# Remington Kellogg
Remington Kellogg (1892 – 1969) va ser un naturalista estatunidenc i va dirigir la Smithsonian Institution.
Va estudiar a la Universitat de Kansas on primer va estudiar entomologia, més tard es va dedicar a l'estudi dels mamífers. Des de 1913 a 1916 treballà sota Charles D. Bunker, el curator d'ocells i mamífers del Museu d'Història Natural de la universitat. Després de graduar-se l'any 1915 treballà pel United States Fish and Wildlife Service a Kansas i Dakota del Nord. Va decidir especialitzar-se en els mamífers marins i estudià els fòssils de pinnípedes.
Estudià paleontologia sota John C. Merriam. La seva tesi doctoral es titulà, The History of Whales - Their Adaptation to Life in the Water. Al United States National Museum es dedicà a estudiar les balenes primitives (Archaeoceti) i els cetacis d'Amèrica del Nord. Va ser membre de la National Academy of Sciences l'any 1951. Kellogg va ser delegat dels Estats Units a la International Conference on Whaling de Londres de 1937, per la qual es va fer les primeres regulacions en la cacera de balenes.